# Marco Antônio Colonna (cardeal do século XVI)
Marco Antônio Colonna (em italiano:  Marcantonio Colonna; 1523–1597 (74 anos) foi um bispo e cardeal italiano da Igreja Católica.

## História
Marco Antônio nasceu em Roma, em 1523, membro da família Colonna. Era filho dos nobres romanos Camilo e Vitória Colonna. Era sobrinho-neto do cardeal Pompeu Colonna. Estudou filosofia e teologia cristã com Felice Peretti, futuro papa Sisto V, em 1585.
Em 9 de julho de 1560, foi nomeado arcebispo de Taranto e participou do Concílio de Trento entre 1562 e 1563.
O papa Pio IV criou-o cardeal-presbítero no consistório de 12 de março de 1565. Ele recebeu seu galero e a igreja titular de Santi Apostoli em 15 de maio de 1565. Participou do conclave de 1565-1566 que elegeu o papa Pio V. Em 13 de outubro de 1568 foi transferido para a arquidiocese de Salerno e, quatro anos depois, participou de novo conclave, que elegeu o papa Gregório XIII, uma posição que renunciaria em algum momento antes de 25 de junho de 1574.
No Jubileu de 1575, abriu a porta santa da Arquibasílica de São João de Latrão. Entre 8 de janeiro de 1579 e 8 de janeiro de 1580 foi camerlengo do Colégio de Cardeais. Em 5 de dezembro do mesmo ano, optou pela igreja titular de San Pietro in Vincoli. Em 25 de outubro do ano seguinte, foi nomeado legado papal nas Marcas.
Participou do conclave de 1585, que elegeu o papa Sisto V. Em 13 de outubro de 1586, quando tornou-se cardeal protopresbítero, mudou novamente de igreja titular, escolhendo desta vez San Lorenzo in Lucina. No pontificado de Sisto V, foi prefeito da Sagrada Congregação do Índice. Em 11 de maio de 1587, optou pela ordem de cardeal-bispo e assumiu a sé suburbicária de Palestrina e, dois dias depois, foi nomeado legado papal na Província de Campanha e Marítima.
Marco Antônio participou novamente de um conclave em setembro de 1590, que elegeu o papa Urbano VII, e, logo em seguida, de um segundo conclave em 1590, que elegeu o papa Gregório XIV. No ano seguinte, um novo conclave elegeu o papa Inocêncio XI e, finalmente, o conclave de 1592 elegeu o papa Clemente VIII.
Foi o bibliotecário da Biblioteca Vaticana entre 1591 e 1597.
Marco Antônio morreu em Zagarolo em 13 de março de 1597 e foi enterrado numa igreja franciscana na cidade.